# Homer and Apu
"Homer and Apu" är avsnitt 13 från säsong fem av Simpsons och sändes på Fox den 10 februari 1994. I avsnittet äter Homer skämd mat han köpt på Kwik-E-Mart och efter att han två gånger hamnat på sjukhus efter att ha ätit produkter han köpt där hjälper han ett TV-program att smygfilma matfusket i butiken. Efter TV-inslaget får Apu sparken och flyttar in till familjen Simpsons som en försoning mellan honom och Homer. James Woods börjar samtidigt ersätta Apu på Kwik-E-Mart. Avsnittet skrevs av Greg Daniels efter en idé av Al Jean och Mike Reiss samt regisserades av Mark Kirkland. James Woods medverkar som sig själv. Sången "Who Needs The Kwik-E-Mart?" från avsnittet nominerades till en Emmy Award för  "Outstanding Individual Achievement in Music and Lyrics".

## Handling
På Kwik-E-Mart börjar kunderna bli arga över att Apu tar för höga priser. Homer gör ett fynd när han köper utgången skinka från 1989 till sänkt pris, men efter att han ätit den blir han matförgiftad. Homer blir dock frisk från magsjukan och går och klagar hos Apu som ger honom två hinkar med gamla räkor som han accepterar som ursäkt, men då blir Homer blir sjuk igen. Lisa och Homer ser sen på TV ett granskningsprogram och Lisa tipsar honom att han kan be dem undersöka Kwik-E-Mart. Homer kontaktar TV-bolaget och han får en gigantisk hatt med en spionkamera som han ska ha på sig då han besöker butiken för att avslöja matfusket. Då Homer besöker butiken påpekar Apu att hans hatt surrar och han kanske har ett bi i hatten. Detta får Homer att slänga hatten med den dolda kameran och lämna butiken. Kameran är fortfarande på och filmar Apu då han tappar en korv som blir smutsig men han säljer den ändå.
TV-bolaget gör sen ett reportage om butiken där de visar videofilmen med matfusket, vilket får företaget att reagera och de avskedar Apu och anställer James Woods som vill arbeta i en närbutik inför sin nästa film. Apu bestämmer sig därefter att få bättre karma genom att hjälpa Homer. Familjen accepterar hans hjälp men då de inser att han fortfarande saknar butiken bestämmer sig Apu och Homer att åka till huvudkontoret i Indien för att be VD:n att återanställa Apu. När de kommer till huvudkontoret som ligger i bergen bestämmer sig VD:n, som är en gammal guru, att låta dem få ställa tre frågor. Homer slösar bort frågorna innan Apu hinner fråga om han kan bli återanställd och de får åka tillbaka till USA. Apu bestämmer sig för att göra ett besök i sin gamla butik, samtidigt han gör det blir Woods rånad men Apu räddar Woods och hoppar framför honom då rånaren avfyrar sin pistol. Apu hamnar på sjukhuset och Woods låter Apu får tillbaka sitt gamla jobb eftersom han räddade livet på honom. Apu får reda på att han överlevde skottet eftersom kulan träffade en annan kula han redan hade i kroppen och Woods lämnar Springfield för att slåss mot utomjordingar i sin nästa film.

## Produktion
Avsnittet var det första som skrevs av Greg Daniels, och det regisserades av Mark Kirkland. Idén till avsnittet kom från Al Jean och Mike Reiss. David Mirkin gav Daniels uppdraget att skriva avsnittet. Mirkin ville göra avsnittet eftersom han ville ha flera avsnitt där man utforskar karaktärerna och avsnittet var det första som Apu utvecklades i. Kirkland fick hjälp av Bob Anderson under arbetet.
Mirkin ville ha med James Woods som gästskådespelare, från början var rollen tänkt för Michael Caine men han ville inte så de frågade då Woods och fick skriva om lite av manuset. Woods är en av David Silvermans favoriter av gästskådespelarna. Mirkin har sagt att han är en av de bästa gästskådespelarna, många gästskådespelare är nervösa då de ska spela in sina röster men Woods var en av dem som inte var så, han har också hört att Woods gillar showen. Woods improviserade en del repliker vilket gör karaktären mer realistiskt enligt Silverman. I avsnittet finns låten "Who Needs The Kwik-E-Mart?" som skrevs av författarna av showen och musik av Alf Clausen. Sången finns i soundtrackalbumet Songs in the Key of Springfield.

## Kulturella referenser
Att Woods ville bli en närbutiksförsäljare inför sin nästa film är en referens till Michael J. Foxs roll i Ett tufft jobb som även Woods medverkade i. När Kent Brockman frågade Homer om han ville gå undercover är hans svar en referens till JFK. När Homer och Apu rider på en åsna när de är på väg till flygplatsen är det en referens till  Lawrence av Arabien. Woods har sagt att när han skulle medverka i True Believer jobbade han i en advokatbyrå i två månader och i filmen Chaplin åkte han tillbaka i tiden när han försökte få jobbet på Kwik-E-Mart.

## Mottagande
Avsnittet hamnade på plats 26 över mest sedda program under veckan med en Nielsen ratings på 13,3. Avsnittet var det mest sedda på Fox under veckan. Sången "Who Needs The Kwik-E-Mart?" nominerades till en Emmy Award för "Outstanding Individual Achievement in Music and Lyrics". I boken I Can't Believe It's a Bigger and Better Updated Unofficial Simpsons Guide har Warren Martyn och Adrian Wood beskrivit att det roligast ögonblicken i avsnitten är de små korta skämten som scenen med spionkameran, Apu tror han är kolibri, Woods lämnar Springfield, de kristna på flygplatsen och Homers tre frågor. De anser att låten "Who Needs The Kwik-E-Mart?" är den bästa i serien. I DVD Movie Guide har Colin Jacobson skrivit i sin recension att avsnittet som är det första som ger Apu en bakgrund beskriver honom som lat, kulturell och underhållande och anser att "Who Needs the Kwik-E-Mart?" är en av de bästa musiknumren i serien. Jacobson har också skrivit att Woods är en av de bästa gästskådespelarna och han har lagom med repliker I Total Film har Nathan Ditum placerat Woods på plats 19 över de bästa gästskådespelarna. Patrick Bromley från DVD Verdict har givit avsnittet betyg A+ och anser att avsnittet innehåller ett av de bästa musiknumren  Adam Suraf på dunkirkma.net anser att avsnittet är det bästa från säsongen men vet inte varför han anser det om det är sången, Jams Woods eller Homer. På currentfilm.com har man beskrivit att även om Homer är lite dum i avsnittet finner man scener med vanliga Homer ibland och de gillar Lisas reaktion då hon äter den indiska maten. askmen.com har placerat avsnittet på plats sex över de bästa avsnitten. Bill Gibron på DVD Talk gav avsnittet betyg fem av fem.
Avsnittet har studerats i University of California Berkeley, i boken Leaving Springfield har Duncan Beard beskrivit att avsnittet är en parodi på amerikanska närbutiker.
Beard har skrivit där att avsnittet visar hur författarna upplever den globala kulturen för tittarna. Paul Cantor har beskrivit avsnittet att den kunde innehålla en bättre bild av globalisering än en världsomspännande närbutiksimperium som drivs av en guru i de Indiska bergen. Tasleem Shakur och Karen D'Souza har i boken Picturing South Asian culture in English skrivit att avsnittet är nyckeln till Apus relation till Homer och han visar hur folk som de lever, Homer är en lat amerikan som de flesta medan Apu är en immigrant som jobbar hårt som de flesta immigranter. Deras relation visar att de respekterar varandra trots olika livsstilar.